# Adoretus tetracanthus
Adoretus tetracanthus är en skalbaggsart som beskrevs av Ohaus 1930. Adoretus tetracanthus ingår i släktet Adoretus och familjen Rutelidae. Inga underarter finns listade i Catalogue of Life.